# 张敦礼

傳為張敦禮所作的《九歌圖》局部

张敦礼（？—1107年），开封府（今河南省开封市）人，北宋画家、驸马。

## 生平
熙宁元年（1068年），娶宋英宗女祁国长公主，授左卫将军、驸马都尉，迁密州观察使。元祐初年，上奏反对王安石变法。进武胜军留后。章惇执政，贬为左千牛卫大将军，不许朝参。宋徽宗即位，进和州防御使，进保信军留后。崇宁初年，拜宁远军节度使，为谏官王能甫所劾，降为集庆军留后。后来改任宁远军节度使、雄武军节度使，死后赠开府仪同三司。
张敦礼与李玮、王诜为北宋多才多艺的三名驸马都尉。善画人物，有六朝笔意。师法顾恺之和陆探微，他的人物画能刻划出对象贵贱善恶的性格，神采如生。其论画云：“画之为艺虽小，至于使人鉴善劝恶，耸人观听，为补岂可侪于众工哉？”

## 延伸阅读
[在维基数据编辑]
 《宋史·卷464》，出自脱脱《宋史》